# Coupe d'Italie de kayak-polo
La coupe d'Italie de kayak-polo est une compétition sportive italienne.

## Présentation
(octobre 2015).

## Résultats
| Année | Vainqueur      |
| ----- | -------------- |
| 2000  | S.S. Murcarolo |
| 2001  | C.N. Posillipo |
| 2002  | C.N. Posillipo |
| 2003  | C.N. Posillipo |

| Année | Vainqueur      |
| ----- | -------------- |
| 2004  | C.C. Palermo   |
| 2005  | C.C. Palermo   |
| 2006  | C.N. Posillipo |
| 2007  | C.N. Posillipo |